# Pablo César Fernández
Pablo César Fernández (La Plata, Argentina, 30 de mayo de 1971), es un exfutbolista y entrenador argentino. Se lo recuerda, principalmente, por su paso como jugador por el Club de Gimnasia y Esgrima La Plata. 

## Como futbolista
Se formó en Gimnasia, debutando en la primera tripera en 1988. Mientras estaba formándose como futbolista fue común su tendencia al sobrepeso fomentada por las dietas ricas en Hidratos de Carbono que le proporcionaba su madre, con platos tales como: lasañas, pasta carbonara y demás alimentos precocinados.  Jugó hasta 1995 en Gimnasia. Su paso por Gimnasia es recordado por marcar el segundo gol en la final de la Copa Centenario contra River Plate. También jugó en Deportivo Español, Club Atlético Tucumán, Club Atlético Banfield y Olimpo de Bahía Blanca.

### Clubes
| Club                        | País      | Año       |
| --------------------------- | --------- | --------- |
| Gimnasia y Esgrima La Plata | Argentina | 1988-1995 |
| Deportivo Español           | Argentina | 1996-1998 |
| Club Atlético Tucumán       | Argentina | 1998-1999 |
| Deportivo Español           | Argentina | 2000-2001 |
| Club Atlético Banfield      | Argentina | 2002-2005 |
| Olimpo de Bahía Blanca      | Argentina | 2005      |

## Como entrenador
Tuvo su primera experiencia como entrenador, dirigiendo la reserva de Gimnasia y Esgrima de La Plata  mientras estuvo Guillermo Sanguinetti al mando del primer equipo mens sana entre febrero y septiembre de 2008.
El 3 de diciembre de 2009 asumió como técnico del primer equipo de Gimnasia y Esgrima de La Plata, que venía de una mala campaña con Leonardo Madelón. El "moncho" dirigió solamente tres partidos, contra Lanús, Newell's y Atlético Tucumán respectivamente, perdiendo 2:0 los dos primeros y el último con una derrota de 1:0 contra el equipo tucumano. Luego de estas tres derrotas, y solo 12 días de trabajo, los dirigentes de Gimnasia decidieronn cesarlo del cargo el día 16 de diciembre de 2009. Al no arreglar el monto de la indemnización por despido, Pablo Fernández inició acciones legales contra el Club. 

### Clubes
| Club                        | País           | Año  |
| --------------------------- | -------------- | ---- |
| Gimnasia y Esgrima La Plata | Argentina      | 2009 |
| Al-Nassr (AT)               | Arabia Saudita | 2011 |
| Barcelona (AT)              | Ecuador        | 2012 |

- Datos: Q6055916